# Смирнов, Иван Павлович
Ива́н Па́влович Смирно́в (25 марта 1872 — после 1917) — русский офицер, герой Первой мировой войны.

## Биография
Православный. Сын санкт-петербургского купца 2-й гильдии-старообрядца.
Окончил Владимирское 4-классное училище в Санкт-Петербурге. В 1890 году поступил вольноопределяющимся в 198-й пехотный Александро-Невский полк. Окончил Владимирское пехотное юнкерское училище (1893), откуда был выпущен подпоручиком в Александро-Невский резервный батальон.
Чины: поручик (1899), штабс-капитан (1903), капитан (за боевые отличия, 1905), подполковник (?), полковник (1915).
В 1904 году перевелся в 148-й пехотный Каспийский полк, в рядах которого участвовал в русско-японской войне. За боевые отличия был награждён орденами Святой Анны 4-й ст. с надписью «За храбрость» и Святого Станислава 3-й ст. с мечами и бантом.
В Первую мировую войну вступил с Каспийским пехотным полком. Был награждён орденом Святого Георгия 4-й степени
За то, что в бою 21 окт. 1914 г. при взятии гор. Сандомира, примером личной храбрости, мужества и самоотвержения, воодушевил роты вверенного ему баталиона и тем способствовал взятию сильно укрепленной неприятельской позиции, проявив при этом инициативу и искусное управление баталионом.
и Георгиевским оружием
За то, что в бою 5-го мая 1915 г., когда неприятель после жестокой бомбардировки потеснил наши части, занимавшие д.д. Бания и Лисовице и части отходили в расстройстве, под сильным огнём противника привел отступающие части в порядок, устроил их на избранной им позиции и в дальнейшем отбил с этих позиций ряд атак неприятеля. Задержание отступавших на линии д. Задеревач дало возможность и соседним частям остановиться и укрепиться на этой линии.
В 1917 года был назначен командиром 148-го пехотного Каспийского полка. 30 сентября 1917 года отчислен за болезнью в резерв чинов при штабе Петроградского военного округа.
Дальнейшая судьба неизвестна.

## Награды
- Орден Святой Анны 4-й ст. (1906);
- Орден Святого Станислава 3-й ст. с мечами и бантом (1906);
- Орден Святой Анны 3-й ст. (1907);
- Орден Святого Георгия 4-й ст. (ВП 01.06.1915);
- Георгиевское оружие (ВП 21.11.1915).

Иностранные:
- французская Воинская медаль.